# Zornia ulei
Zornia ulei är en ärtväxtart som beskrevs av Hermann August Theodor Harms. Zornia ulei ingår i släktet Zornia och familjen ärtväxter. Inga underarter finns listade i Catalogue of Life.